# Rædwald
Vous lisez un « bon article » labellisé en 2012.
Rædwald ou Redwald est roi d’Est-Anglie dans le premier quart du VIIe siècle. C’est le premier souverain de ce royaume dont on connaisse davantage que le seul nom, principalement grâce à l'Histoire ecclésiastique du peuple anglais de Bède le Vénérable.
Rædwald se convertit au christianisme lors d’un séjour au royaume du Kent, sans pour autant abandonner totalement ses anciennes croyances. Après avoir vaincu Æthelfrith de Northumbrie sur la rivière Idle vers 616/617, il place le prince Edwin de Deira, qui s’était réfugié à sa cour, sur le trône northumbrien. Selon Bède, Rædwald est le quatrième des rois anglo-saxons à avoir exercé l’imperium sur toute l’Angleterre au sud de l’Humber, et la Chronique anglo-saxonne en fait l’un des huit bretwaldas, bien qu’il soit impossible d’évaluer avec certitude l’étendue de son pouvoir.
Rædwald meurt vers 624, et son fils Earpwald lui succède. Il pourrait être le roi enterré dans le tertre numéro 1 de Sutton Hoo, bien que d’autres candidats aient été avancés.

## Sources
Il subsiste peu de documents rédigés par les Anglo-Saxons, et encore moins en Est-Anglie que dans les autres royaumes. Selon Barbara Yorke, cette situation serait due aux invasions vikings du IXe siècle : les monastères d’Est-Anglie auraient produit autant de documents que ceux du reste de l’Angleterre, mais les Danois en auraient détruit la majeure partie lors de leurs attaques. Néanmoins, il ne s’agit peut-être pas de la seule raison : pour Richard Hoggett, cette pauvreté documentaire s’explique avant tout par l’absence de conservation effective des documents.
Rædwald est le premier roi d’Est-Anglie à représenter davantage qu’un simple nom. La plus ancienne source le mentionnant, qui est également la plus prolixe à son sujet, est l’Histoire ecclésiastique du peuple anglais, rédigée par le moine Bède le Vénérable et achevée en 731. Ce dernier s’intéresse avant tout à l’histoire de la conversion des Anglo-Saxons, mais son œuvre présente également des informations concernant la situation politique de l’époque. Cependant, Bède ne s’intéresse à Rædwald que pour son rôle dans l’arrivée au pouvoir d’Edwin de Northumbrie, un personnage qui l’intéresse bien davantage, Bède étant lui-même northumbrien. Rædwald est également mentionné dans une hagiographie du pape Grégoire le Grand rédigée par un moine de l’abbaye de Whitby au VIIIe siècle.
Des chroniqueurs médiévaux plus tardifs, comme Henri de Huntingdon, Guillaume de Malmesbury (XIIe siècle), Matthieu Paris ou Roger de Wendover (XIIIe siècle), se sont intéressés à l’histoire de l’Angleterre anglo-saxonne. Bien qu’ils aient probablement eu accès à des documents disparus depuis, ils sont à considérer avec prudence. En effet, comme leurs écrits adoptent la forme d’annales, il est possible qu’ils aient inventé les dates de certains événements afin de pouvoir les insérer dans leurs chroniques.

## Contexte: l’Angleterre au début duVIIesiècle

Les peuples anglo-saxons en Angleterre au début du VIIe siècle.

Au début du VIIe siècle, le sud et l’est de l’Angleterre sont presque entièrement aux mains des Anglo-Saxons. Ces envahisseurs germaniques, issus des Angles, des Saxons, des Jutes et des Frisons, entre autres, sont arrivés au cours du Ve siècle et ont rapidement fondé des royaumes sur les terres prises aux autochtones bretons.
La fin du VIe siècle voit l’établissement des principales dynasties royales : Æthelberht du Kent épouse la princesse franque Berthe, fille du roi Caribert, dans les années 580, et ses troupes sont repoussées par le roi des Saxons de l’Ouest Ceawlin aux alentours de 590. Des sources tardives datent de 585 la fondation de la Mercie par Creoda, mais les premières décennies de ce royaume sont particulièrement mal attestées.
Au nord du Humber, deux dynasties rivales règnent sur les royaumes de Deira et de Bernicie. Le roi Ælle de Deira meurt vers l’an 600, et quatre ou cinq ans plus tard, son royaume est conquis par Æthelfrith de Bernicie, qui devient ainsi le premier souverain de la future Northumbrie. Après la conquête, Æthelfrith épouse la fille d’Ælle, Acha, tandis que le prince Edwin, fils d’Ælle et rival potentiel d’Æthelfrith, s’enfuit et passe les dix années suivantes en exil.

## Biographie

### Origines et avènement
D’après l’Historia Brittonum, le premier roi d’Est-Anglie est un certain Wehha. Son fils Wuffa donne son nom à la dynastie des Wuffingas. Selon Bède, Rædwald est le fils de Tyttla, qui est lui-même le fils de Wuffa. Roger de Wendover date de 571 l’avènement de Wuffa et de 578 celui de Tyttla. Celui de Rædwald n’est pas daté, mais Wendover le fait mourir à deux reprises, en 599 et en 624 : la première date est probablement une erreur, et doit correspondre à la mort de Tyttla et à l’avènement de Rædwald. On ne sait rien d’autre sur Rædwald avant son avènement.
Rædwald n’apparaît pas dans les listes généalogiques de la « Collection anglienne » : Tyttla y est suivi par Eni. Ce dernier est vraisemblablement le frère cadet de Rædwald, et n’a jamais régné : la couronne est passée à ses descendants à la suite de l’extinction de la lignée de Rædwald. Le nom de la femme de Rædwald est inconnu, mais Bède indique qu’elle est païenne. Elle donne deux fils à Rædwald : Rægenhere et Earpwald. Il est possible qu’ils aient eu un troisième fils, Sigeberht, mais Guillaume de Malmesbury fait de lui le beau-fils de Rædwald et non son fils. Le nom de Sigeberht est plus caractéristique de la lignée royale d’Essex que de celle d’Est-Anglie, et Sigeberht est peut-être le fruit d’un premier mariage de la femme de Rædwald avec un prince des Saxons de l’Est. Cette hypothèse expliquerait l’hostilité dont Rædwald fait preuve à l’égard de Sigeberht, et les années d’exil en Francie du second pendant le règne du premier.

### Relations avec le Kent et conversion au christianisme
Lorsque Rædwald monte sur le trône, le monarque le plus puissant dans le sud de l’Angleterre est Æthelberht du Kent. Il apparaît en troisième position dans la liste des rois ayant exercé l’imperium sur le sud de l’Angleterre établie par Bède. La Chronique anglo-saxonne reprend cette liste et nomme ces rois bretwaldas, un titre dont l’interprétation reste incertaine : pour certains simple terme de « poésie élégiaque », il implique pour d'autres un rôle militaire concret. La nature exacte du lien entre Æthelberht et Rædwald est incertaine, reposant sur un passage ambigu de l’Histoire ecclésiastique de Bède. Selon une interprétation de ce passage, Rædwald conserve le commandement militaire de son peuple, même sous l’imperium d’Æthelberht, ce qui implique un certain degré d’indépendance pour l’Est-Anglie vis-à-vis du Kent. Cependant, il faut peut-être interpréter ce passage d’une manière diamétralement opposée, et comprendre au contraire qu’Æthelberht prend le commandement militaire des Angles de l’Est.
La mission grégorienne dirigée par Augustin de Cantorbéry arrive en Angleterre en 597. Les rois Æthelberht de Kent et Sæberht d’Essex se convertissent au christianisme peu après et de nouveaux évêchés sont fondés dans leurs royaumes, à Cantorbéry, à Rochester et à Londres. Dans son récit de la conversion d’Eorpwald, le fils de Rædwald, Bède signale que ce dernier a reçu les sacrements chrétiens dans le Kent, vraisemblablement à la demande d’Æthelberht, qui lui a peut-être servi de parrain. Dans la mesure où une église est fondée près d’Ely, donc dans le royaume de Rædwald, par Augustin (mort en 605), le baptême de Rædwald a peut-être eu lieu peu après celui de Sæberht, en 604 ou 605,. Il constitue peut-être un moyen pour lui de marquer sa soumission à l'autorité d’Æthelberht.
Cependant, la conversion de Rædwald n’est pas complète : Bède rapporte qu’il préserve un autel païen auprès du nouvel autel chrétien de son temple, à l’insistance de sa femme et de ses conseillers. Cette apostasie lui vaut l’antipathie de Bède, mais ce geste trahit peut-être également un sursaut d’orgueil : Rædwald n’aurait pas voulu que sa conversion soit interprétée comme une soumission à Æthelberht. Bien qu’il ait peut-être continué à se considérer lui-même comme authentiquement chrétien, il ne semble avoir agi en aucune façon pour promouvoir sa nouvelle foi auprès de ses sujets.

### Edwin et la bataille de la rivière Idle

Lieux majeurs du royaume d’Est-Anglie au VIIe siècle.

La fuite d’Edwin de Deira, telle que relatée par Bède, le conduit à la cour du roi de Mercie Cearl, dont il épouse la fille. Cependant, Æthelfrith est décidé à le voir mourir, et Edwin se réfugie auprès de Rædwald. En apprenant que son rival se trouve à la cour d’Est-Anglie, Æthelfrith envoie des messagers à Rædwald, lui offrant de l’argent en échange de la mort d’Edwin. Rædwald refuse, mais Æthelfrith ne se démonte pas et renvoie des messagers à deux reprises, lui proposant une récompense encore plus importante et brandissant des menaces de guerre. La résolution de Rædwald faiblit, et il promet de tuer Edwin ou de le remettre aux émissaires d’Æthelfrith. Cependant, l’épouse de Rædwald le morigène pour son manque d’honneur, et après le départ des ambassadeurs d’Æthelfrith, il se prépare à la guerre.
Ainsi, en 616 ou 617, Rædwald lève une armée et marche vers le nord. Il affronte Æthelfrith à la frontière occidentale du royaume de Lindsey, sur la rive est de la rivière Idle. Lors de la bataille, Æthelfrith est tué, de même que Rægenhere, le fils de Rædwald. Edwin succède alors au vaincu du jour à la tête des royaumes de Deira et de Bernicie, et les enfants d’Æthelfrith sont à leur tour contraints à l’exil.
Henri de Huntingdon offre un récit détaillé de la bataille dans son Historia Anglorum, écrite dans la première moitié du XIIe siècle. Son récit n’est peut-être qu’œuvre de fiction, mais sa formulation laisse à penser qu’il est adapté d’un poème allitératif anglo-saxon perdu depuis. Selon Henri, l’armée de Rædwald est séparée en trois unités menées par le roi, son fils Rægenhere et Edwin. Les soldats les plus expérimentés d’Æthelfrith attaquent en formation lâche. En apercevant Rægenhere, croyant peut-être avoir affaire à Edwin, Æthelfrith se fraie un chemin jusqu’à lui et le tue. Après la mort de son fils, Rædwald, furieux, tient bon et tue Æthelfrith lors d’une charge ennemie. Après la mort de leur roi, les Northumbriens n’ont plus qu’à fuir.
Pour D. P. Kirby, cette bataille n’a pas pour unique enjeu le sort d’un prince exilé : c’est un conflit de pouvoir, dont le vainqueur dominera le vaste territoire occupé par les Angles, de la Tamise à la Tweed. Son issue a probablement joué un rôle important dans le renforcement du pouvoir de Rædwald.

### L’imperiumde Rædwald

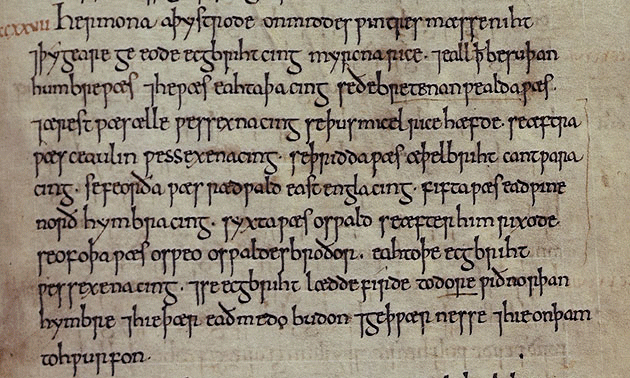
Entrée pour l’année 827 dans le manuscrit [C] de la Chronique anglo-saxonne, donnant la liste des huit bretwaldas. Le nom de Rædwald est le quatrième mot de la sixième ligne.

Æthelbehrt de Kent meurt le 24 février 616 et son fils Eadbald, toujours païen, lui succède, portant un coup à l’influence des chrétiens de Cantorbéry. Le roi des Saxons de l'Est Sæberht meurt peu après, et ses trois fils, païens, chassent les missionnaires chrétiens et l’évêque Mellitus de Londres. Durant cette période de reflux, Rædwald, bien qu’il n’ait pas totalement abandonné ses anciennes croyances, est le dernier roi chrétien d’Angleterre. Néanmoins, Eadbald finit par se convertir à son tour, et la mission grégorienne est entièrement rétablie dans le Kent avant la mort de Rædwald.
Le pouvoir de Rædwald est alors tel que Bède le donne pour successeur de l’imperium d’Æthelberht. Il lui donne le titre de « rex Anglorum », « roi des Angles », mais il est difficile de savoir ce que recouvre exactement cette expression : traduit-elle une hégémonie sur toutes les populations angles de l’est de l’Angleterre ? Il est certain que Rædwald domine les Angles du Milieu au moment de la bataille de la rivière Idle. Quoi qu’il en soit pour les autres Angles, sa domination, pas plus que celle des trois précédents bretwaldas, ne saurait s’être étendue à tous les Anglo-Saxons d’Angleterre : le Kent semble notamment avoir continué à tirer bénéfice de sa position privilégiée, face au continent.
Le centre du pouvoir de Rædwald et les étapes de son expansion sont inconnus. Il est possible que les Wuffingas aient été basés dans le Suffolk, autour du port de Gipeswic (Ipswich) et du cimetière de Sutton Hoo, et que Rædwald ait étendu son pouvoir sur le Norfolk et les Angles du Milieu. Son ascension a pu recevoir l’appui des Mérovingiens.

### Le développement de Gipeswic
L’établissement côtier de Gipeswic (Ipswich), sur l’estuaire de l’Orwell, devient un centre commercial important dans le premier quart du VIIe siècle, accueillant des produits issus des autres régions côtières de la mer du Nord, notamment des poteries. Gipeswic ne devient une ville qu’une centaine d’années plus tard, mais ses origines reflètent peut-être l’importance acquise par Rædwald et son royaume durant cette période : Steven Plunkett propose d’envisager la fondation de Gipeswic comme un projet dirigé par les Wuffingas.
Les objets retrouvés dans les tombes du cimetière anglo-saxon de Gipeswic ne sont pas particulièrement raffinés ou précieux. En amont sur la rivière, un autre cimetière de la fin du VIe siècle présente des objets beaucoup plus caractéristiques. Une tombe fait exception ; c’est peut-être celle d’un étranger venu de Rhénanie.

### Mort et succession
Bien qu’incertaine, la date de 624 donnée par Roger de Wendover et Matthieu Paris pour le décès de Rædwald est cohérente avec ce que l’on sait de lui. Pour mériter le titre de bretwalda, il a nécessairement survécu quelques années au précédent détenteur du titre, Æthelberht de Kent, mort en 616. Barbara Yorke estime qu’il est mort avant la conversion d’Edwin au christianisme, en 627, et avant que Paulin devienne évêque de Northumbrie, en 625. Cependant, D. P. Kirby note que vers 624, Edwin se remarie avec une princesse de Kent, et non d’Est-Anglie : cela pourrait traduire une perte d’influence du royaume, qui impliquerait que Rædwald est mort avant cette date.
Son fils Earpwald lui succède. Il est encore païen lorsqu’il monte sur le trône, mais Edwin le convainc de se convertir au christianisme quelques années plus tard. Après son assassinat par Ricberht vers 627, une période confuse s’ensuit en Est-Anglie jusqu’à l’avènement de Sigeberht vers 629. Converti au christianisme durant son exil en Francie, c’est lui qui introduit pour de bon la nouvelle religion dans le royaume.

## Sutton Hoo: le tombeau de Rædwald?

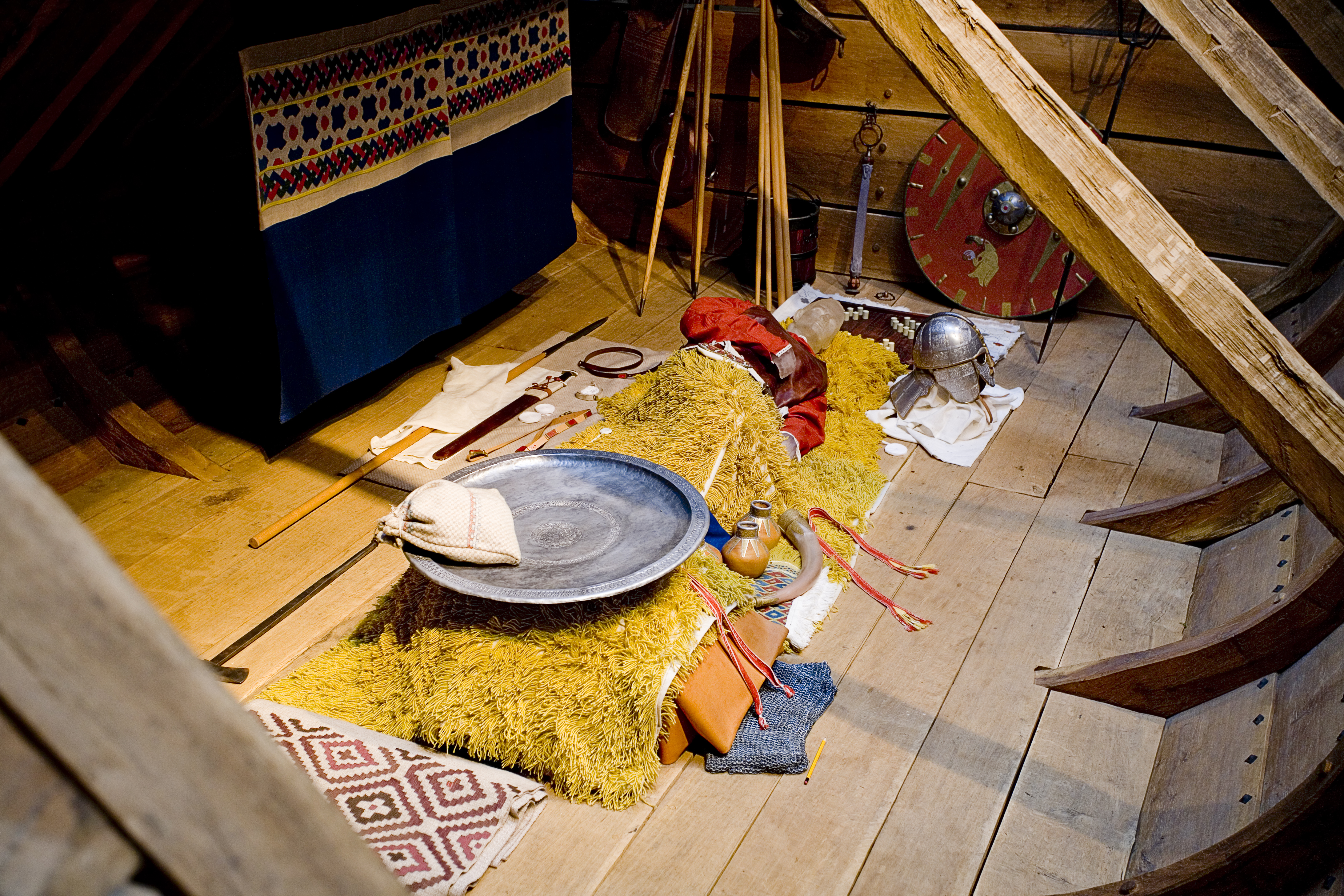
Reconstitution de la chambre funéraire du tertre 1.

En 1939, des fouilles réalisées à Sutton Hoo, près de Woodbridge, dans le Suffolk, permettent la découverte d’une tombe anglo-saxonne particulièrement riche. Le tertre numéro 1 abritait un navire de 27 mètres de long et 4,4 mètres de large, au centre duquel se trouvait une chambre remplie de bijoux et d’objets précieux : bols d’argent, coupes à boire, vêtements, armes, etc. Le travail d’orfèvrerie sur l’or et le grenat est d’une qualité inégalée en Europe pour l’époque, de même que les objets en argent d’origine méditerranéenne retrouvés dans la tombe,.
Aucun corps n’a été découvert sous le tertre numéro 1, mais des traces de phosphate suggèrent qu’il s’y trouvait un corps qui s’est entièrement décomposé. Il est impossible d’identifier avec certitude la personne qui a été inhumée dans ce bateau-tombe, mais plusieurs noms ont été proposés, parmi lesquels celui de Rædwald. La proximité de la résidence royale de Rendlesham semble plaider en faveur d’un roi d’Est-Anglie, les monnaies retrouvées dans la tombe datent des alentours de la mort de Rædwald, et la splendeur des objets suggère une personne disposant de ressources particulièrement importantes. Cependant, il pourrait s’agir d’un de ses successeurs, Earpwald ou Sigeberht, voire d’un autre membre de la famille royale ou d’un simple individu de haut rang. Barbara Yorke souligne que d'autres sépultures de Sutton Hoo étaient peut-être tout aussi riches, par exemple le tertre 2, victime des pillards, mais où l’on a retrouvé des objets de qualité comparable à ceux du tertre 1 dans ce qui était également un bateau-tombe.